# Farah Pahlavi
Farah Pahlavi, kraljica Irana (فرح دیبا), (Teheran, 14. listopada 1938.), udovica i treća supruga Muhameda Reze Pahlavija (posljednjeg iranskog šaha) i jedina šahbanu (kraljica) modernog Irana.
Iako su naslovi iranske kraljevske obitelji pod novim režimom pravno ukinute, Farah Pahlavi se i danas često u medijima oslovljava kao Kraljica ili na perzijskom šahbanu. 

## Rođenje
Rodila se u Teheranu kao Farah Diba, jedino dijete Sohrab Dibe i njegove supruge Farideh Ghotbi. Njen otac, koji je umro dok je još bila dijete, bio je časnik u kraljevskoj vojsci.

## Odrastanje i brak
Farah Diba je studirala u francuskoj školi u Teheranu i na École Spéciale d'Architecture u Parizu. Kao studentica predstavljena je skoro razvedenom šahu Muhamed Reza Pahlaviju. Vjenčali su se 21. prosinca 1959. i imaju četvero djece:
- Reza Cyrus Pahlavi (rođen 30. listopada 1960.),
- Farahnaz Pahlavi (rođena 12. ožujka 1963.),
- Ali Reza Pahlavi II. (rođen 28. travnja 1966. – 4. siječnja 2011.),
- Leila Pahlavi (27. ožujka 1970. – 10. lipnja 2001.).

Zaređ carica 1967. 
Njen glavni zadatak je bio osigurati potomstvo, no kasnije se pojavljivala i u javnosti, za razliku od svojih prethodnica. Bila je predsjednica nekoliko humanitarnih organizacija. Vjerski fundamentalisti nisu voljeni njeno pojavljivanje u javnosti tako da se ona do kraja 1978. prestaje pojavljivati na javnim mjestima.

## Revolucija i izgnanstvo
U siječnju 1979., Farah i šah Pahlavi su prognani iz zemlje u Egipat gdje su ostali do šahove smrti 1980. godine kada on umire od posljedica leukemije. Farah Pahlavi trenutno živi u Greenwichu u SAD-u i Parizu i Kairu, gdje posjeduje palaču.
Godine 2004. izdala je svoje memoare pod nazivom An Enduring Love: My Life with the Shah, u kojoj govori o svom bračnom životu s carem. Memoari su izazvali veliko zanimanje glasila.
Iako su naslovi iranske carske obitelji pod novim režimom pravno ukinute, Farah Pahlavi se i danas u medijima oslovljava kao carica (na perzijskom šahbanu) te i sama rabi taj naslov. Njena djeca ne rabe svoje carske naslove, iako njen najstariji sin podupire restauraciju ustavne monarhije u Iranu.